# Bobby Riggs
Robert Larimore Riggs, detto Bobby (Los Angeles, 25 febbraio 1918 – Encinitas, 25 ottobre 1995), è stato un tennista statunitense.
Dal 1941 al 1948 è stato tra le prime due posizioni in classifica mondiale, raggiungendo la testa della classifica tre volte. Nel 1941 da amatore raggiunse la prima posizione a pari merito con Fred Perry mentre da professionista è stato in testa alla classifica da solo nel 1946 e insieme a Jack Kramer nel 1947.  È stato inserito nella International Tennis Hall of Fame nel 1967.
Riconquistò la fama dopo diversi anni nel 1973, a 55 anni, grazie alla battaglia dei sessi contro due fra le tenniste più forti dell'epoca. Jack Kramer nella sua autobiografia del 1979 definisce Riggs come il più sottovalutato tra i migliori giocatori e lo inserì tra i migliori sei tennisti della storia. Aggiunse inoltre che Bobby Riggs al massimo della forma probabilmente sarebbe stato più forte di Pancho Gonzales.

## Carriera

### Dilettante (1934 - 1941)
A 20 anni come dilettante prese parte alla Coppa Davis contribuendo alla vittoria della sua nazione grazie alla vittoria in finale contro Adrian Quist. L'anno successivo arrivò in finale agli Internazionali di Francia e a Wimbledon riesce a fare una tripletta vincendo il singolare maschile, il doppio maschile insieme a Elwood Cooke e il doppio misto insieme a Alice Marble. Partecipa e vince anche gli U.S. National Championships battendo in finale Welby van Horn guadagnando la prima posizione in classifica tra gli amatori.
Nel 1940 di nuovo agli U.S. National Championships raggiunge la finale ma viene sconfitto da Donald McNeill mentre vince il doppio misto in coppia con Alice Marble. L'anno dopo arriva in finale per la terza volta consecutiva allo slam americano e vince il secondo titolo battendo Frank Kovacs, dopo la vittoria passa tra i professionisti anche se la carriera venne interrotta dalla seconda guerra mondiale.

### Professionista
Da professionista vinse gli U.S. Pro Tennis Championships nel 1946, 1947 e 1949. Nel 1946 in un tour contro Don Budge vinse 24 volte, venne sconfitto 22 e ci fu un pareggio; grazie a questo risultato conquistò la prima posizione in classifica. Il tour è stato ripetuto anche l'anno successivo con la seconda vittoria di Riggs ma Budge aveva subito un infortunio alla spalla destra durante un addestramento militare che incise sul risultato. Ad organizzare i due tour tra Riggs e Budge era stato Jack Harris che a metà del 1947 si accordò con Kramer per farlo passare a professionista dopo gli U.S. Championships. Disse anche a Riggs e Budge che il vincitore degli U.S. Pro Tennis Championships avrebbe dovuto difendere il titolo contro Kramer, per il secondo anno lì vinse Riggs.
Nel dicembre 1947 Kramer e Riggs iniziarono il loro tour con la prima vittoria per Riggs al Madison Square Garden di New York. Dopo ventisei partite i due giocatori ne avevano vinte tredici a testa rimanendo così in parità ma a quel punto Kramer decise di spostarsi più verso la rete in modo da mettere in difficoltà Riggs e grazie a questa scelta vinse 56 delle successive 63 partite, il risultato finale fu di 69 a 20.

### La battaglia dei sessi
Nel 1973 Riggs vide un'opportunità per guadagnare e far conoscere di più lo sport che amava: a 55 anni ritornò in gioco per sfidare due tra le migliori tenniste dell'epoca, sostenendo che il livello del tennis femminile era troppo basso per batterlo anche a quell'età ed organizzando la battaglia dei sessi. La prima sfida la giocò il 13 maggio 1973 contro Margaret Smith Court, ed utilizzando dei drop shot e dei lob batté l'impreparata avversaria per 6-2 6-1, ottenendo la copertina di Sports Illustrated e del Time.
Originariamente Riggs aveva sfidato Billie Jean King, che aveva rifiutato, ma quest'ultima - dopo l'imbarazzo per il tennis femminile causato dalla sconfitta della Court - accettò la sfida per il 20 settembre 1973, imponendosi per 6-4 6-3 6-3.

## Statistiche

### Singolare

#### Grande Slam

##### Vinte (3)
| Anno | Torneo                 | Superficie | Avversario in finale | Punteggio               |
| 1939 | Wimbledon              | Erba       | Elwood Cooke         | 2-6, 8-6, 3-6, 6-3, 6-2 |
| 1939 | U.S. Championships     | Erba       | Welby Van Horn       | 6-4, 6-2, 6-4           |
| 1941 | U.S. Championships (2) | Erba       | Francis Kovacs       | 5-7 6-1 6-3 6-3         |

##### Sconfitte (2)
| Anno | Torneo                    | Superficie  | Avversario in finale | Punteggio               |
| 1939 | Internazionali di Francia | Terra rossa | Donald McNeill       | 5-7, 0-6, 3-6           |
| 1940 | U.S. Championships        | Erba        | Donald McNeill       | 6-4, 8-6, 3-6, 3-6, 5-7 |

#### Pro Slam

##### Vinte (3)
| Anno | Torneo                        | Superficie | Avversario in finale | Punteggio                |
| 1946 | U.S. Pro Tennis Championships | Erba       | Don Budge            | 6–3, 6–1, 6–1            |
| 1947 | U.S. Pro Tennis Championships | Erba       | Don Budge            | 3–6, 6–3, 10–8, 4–6, 6–3 |
| 1949 | U.S. Pro Tennis Championships | Erba       | Don Budge            | 9–7, 3–6, 6–3, 7–5       |

##### Perse (3)
| Anno | Torneo                        | Superficie | Avversario in finale | Punteggio            |
| 1942 | U.S. Pro Tennis Championships | Erba       | Don Budge            | 2–6, 2–6, 2–6        |
| 1948 | U.S. Pro Tennis Championships | Erba       | Jack Kramer          | 12–14, 2–6, 6–3, 3–6 |
| 1949 | Wembley Championship          | Indoor     | Jack Kramer          | 6–2, 4–6, 3–6, 4–6   |

#### Titoli da dilettante (1934-1941)
| Anno              | Torneo                                                 | Superficie     | Avversario in finale   | Punteggio             |
| ----------------- | ------------------------------------------------------ | -------------- | ---------------------- | --------------------- |
| 13 agosto 1934    | Ohio Valley Championships, Cincinnati                  |                | Archie McCallum        | 6-3 2-6 6-4 6-2       |
| 6 marzo 1936      | Los Angeles Metropolitan Championships, Los Angeles    |                | Orville Scholtz        | 6-0 7-5 7-6           |
| 11 aprile 1936    | Ambassador Invitation, Los Angeles                     | Cemento        | Joe Hunt               | 8-6 6-0 ritiro        |
| 12 maggio 1936    | Southern California Championships, Los Angeles         | Cemento        | Chales Carr            | 6-4 6-1 7-5           |
| 8 giugno 1936     | Missouri Valley Championships, Kansas City             | Terra rossa    | Wilmer Hines           | 6-3 6-2 6-1           |
| 13 giugno 1936    | U.S. Men's Clay Court Championships, Chicago           | Terra rossa    | Frank Parker           | 6-1 6-8 6-4           |
| 20 giugno 1936    | Tri-State Championships, Cincinnati                    | Terra rossa    | Charles Russell Harris | 6-1 6-3 6-1           |
| 1º luglio 1936    | Nassau Bowl, Glen Cove                                 |                | Gregory Mangin         | 9-7 6-2 5-7 6-3       |
| 11 luglio 1936    | Eastern Clay Court Championships, Jackson Heights      | Terra rossa    | John Law               | 6-3 6-0 6-4           |
| 17 agosto 1936    | Newport Casino Trophy, Newport                         | Erba           | Frank Parker           | 8-6 6-4 8-10 3-6 6-1  |
| 12 settembre 1936 | Pennsylvania State Clay Court Championships, Allentown | Terra rossa    | Gilbert Hall           | 6-4 7-5 6-3           |
| ottobre 1936      | Dade County Championship, Miami                        |                | Gardnar Mulloy         | 2-6 13-11 6-1 6-4     |
| 13 marzo 1937     | Huntington Invitational, Pasadena                      |                | Joe Hunt               | 6-3 6-3               |
| 9 maggio 1937     | Southern California Championships, Los Angeles         | Cemento        | Frank Shields          | 6-1 7-5 6-2           |
| 6 giugno 1937     | New England Championships, Hartford                    | Erba           | Walter Senior          | 6-4 4-6 6-4 6-4       |
| 13 giugno 1937    | Southern Championships, Nashville                      | Terra rossa    | Joe Hunt               | 6-3 6-4 7-5           |
| 21 giugno 1937    | U.S. Men's Clay Court Championships, Chicago           | Terra rossa    | Joe Hunt               | 6-3 4-6 6-3 6-4       |
| 27 giugno 1937    | Tri-State Championships, Cincinnati                    | Terra rossa    | John McDiarmid         | 6-4 4-6 6-3           |
| 4 luglio 1937     | Fox River Valley Championships, Neenah                 |                | Elwood Cooke           |                       |
| 12 luglio 1937    | Colorado State Championships, Denver                   |                | Arthur H. Hendrix      | 6-3 3-6 6-2 6-4       |
| 31 luglio 1937    | Seabright Invitational, Seabright                      | Erba           | Wilmer Allison         | walkover              |
| 9 agosto 1937     | Southampton Invitation, Southampton                    | Ertba          | Jiro Yamagishi         | 6-4 6-3 ritiro        |
| 14 agosto 1937    | Eastern Grass Court Championships, Rye                 | Erba           | Frank Parker           | 6-3 7-5 7-5           |
| 31 dicembre 1937  | Sugar Bowl Invitation, New Orleans                     |                | Joe Hunt               | 8-6 6-1 6-2           |
| 16 gennaio 1938   | Nautilus Tennis Tournament, Miami Beach                |                | Wayne Sabin            | 7-5 8-6 6-1           |
| 23 gennaio 1938   | Dixie Championships, Tampa                             |                | Wayne Sabin            | 6-3 6-0 7-5           |
| 6 febbraio 1938   | Miami Surf Club Championships, Miami Beach             |                | Frank Kovacs           | 2-6 6-3 6-4 6-2       |
| 13 febbraio 1938  | Everglades Invitation, Palm Beach                      |                | Charles Russell Harris | 6-0 6-3 3-6 4-6 6-1   |
| 13 aprile 1938    | Atlanta Invitational, Atlanta                          |                | Dave N. Jones jr       | 6-3 2-6 6-4 8-6       |
| 19 giugno 1938    | Missouri Valley Championships, Saint Louis             |                | Donald McNeill         | 6-4 7-5 6-4           |
| 29 giugno 1938    | U.S. Men's Clay Court Championships, Chicago           | Terra rossa    | Gardnar Mulloy         | 6-4 5-7 4-6 6-1 7-5   |
| 4 luglio 1938     | Tri-State Championships, Cincinnati                    | Terra rossa    | Frank Parker           | 6-2 7-5 6-3           |
| 10 luglio 1938    | Fox River Valley Championships, Neenah                 |                | Ernest Sutter          |                       |
| 25 luglio 1938    | Longwood Bowl, Brookline                               | Erba           | Frank Kovacs           | 6-4 6-0 6-4           |
| 31 luglio 1938    | Seabright Invitational, Seabright                      | Erba           | Elwood Cooke           | 6-1 6-3 6-1           |
| 6 agosto 1938     | Southampton Invitation, Southampton                    | Erba           | Sidney Wood            | 6-0 6-3 7-5           |
| 14 agosto 1938    | Eastern Grass Court Championships, Rye                 | Erba           | Joe Hunt               | 6-4 6-3 3-6 10-8      |
| 21 marzo 1939     | Bermuda International Championships, Hamilton          | Erba           | Elwood Cooke           | 6-3 1-6 1-6 6-2 7-5   |
| 23 aprile 1939    | Western North Carolina Championships, Asheville        |                | Wayne Sabin            | 4-6 6-1 2-6 6-1 6-2   |
| 29 aprile 1939    | Hot Springs Invitation, Hot Springs                    |                | Wayne Sabin            | 6-3 9-7 8-6           |
| 8 luglio 1939     | Torneo di Wimbledon, Londra                            | Erba           | Elwood Cooke           | 2-6 8-6 3-6 6-3 6-2   |
| 6 agosto 1939     | Southampton Invitation, Southampton                    | Erba           | Sidney Wood            | 10-8 6-4 6-4          |
| 13 agosto 1939    | Eastern Grass Court Championships, Rye                 | Erba           | Frank Parker           | 1-6 6-4 6-4 7-5       |
| 17 settembre 1939 | U.S. National Championships, New York                  | Erba           | Welby van Horn         | 6-4 6-2 6-4           |
| 10 ottobre 1939   | Pacific Coast Championships, Berkeley                  | Cemento        | Frank Kovacs           | 6-3 2-6 6-4 2-6 7-5   |
| 10 dicembre 1939  | Chicago Indoor Championships, Chicago                  |                | Jimmy Evert            | 3 set a 2             |
| 28 gennaio 1940   | South Florida Championships, Miami                     |                | Henry J. Prusoff       | 6-1 7-5 6-2           |
| 4 febbraio 1940   | Florida Invitational, Pensacola                        |                | Gardnar Mulloy         | 1-6 2-6 6-3 6-3 6-4   |
| 12 febbraio 1940  | Roney Plaza Invitational, Miami Beach                  |                | Gardnar Mulloy         | 6-0 7-5 6-2           |
| 18 febbraio 1940  | South Atlantic Championships, Daytona Beach            |                | Harold Surface         | 0-6 5-7 6-2 6-3 6-3   |
| 2 marzo 1940      | US Indoors, New York                                   | Parquet indoor | Donald McNeill         | 3-6 6-1 6-4 2-6 6-2   |
| 22 aprile 1940    | River Oaks International Tennis Tournament, Houston    | Terra rossa    | Bryan Grant            | 7-5 6-3 7-5           |
| 30 giugno 1940    | Tri-State Championships, Cincinnati                    | Terra rossa    | Arthur Marx            | 11-9 6-2 4-6 6-8 6-1  |
| 15 luglio 1940    | Western Championships, Indianapolis                    | Terra rossa    | Welby van Horn         | 6-3 6-1 6-2           |
| 28 luglio 1940    | Seabright Invitational, Seabright                      | Erba           | Frank Kovacs           | 2-6 0-6 6-3 11-9 10-8 |
| 11 agosto 1940    | Eastern Grass Court Championships, Rye                 | Erba           | Donald McNeill         | 6-2 3-6 7-5 6-4       |
| 22 settembre 1940 | Pacific Southwest Championships, Los Angeles           | Cemento        | Donald McNeill         | 5-7 2-6 6-0 12-10 6-3 |
| 7 ottobre 1940    | Pacific Coast Championships, Berkeley                  | Cemento        | Frank Kovacs           | 6-4 2-6 6-2 6-2       |
| 31 dicembre 1940  | Sugar Bowl Invitation, New Orleans                     |                | Gardnar Mulloy         | 6-2 7-5 6-0           |
| 10 febbraio 1941  | South Florida Championships, Palm Beach                |                | Jack Kramer            | 6-3 6-2 6-3           |
| 17 febbraio 1941  | Mid-Winter Championships, Fort Lauderdale              |                | Frank Kovacs           | 6-4 6-4 4-6 4-6 6-4   |
| 3 marzo 1941      | Georgia Championships, Atlanta                         |                | Bill Talbert           | 6-4 6-4 6-4           |
| 9 marzo 1941      | Florida Invitational, Pensacola                        |                | Frank Kovacs           | 6-2 6-4 6-3           |
| 5 maggio 1941     | Tennessee Valley Championships, Chattanooga            |                | Bill Talbert           | 7-5 3-6 6-4 6-4       |
| 10 giugno 1941    | Missouri Valley Championships, Saint Louis             | Terra rossa    | Frank Parker           | 6-0 7-5 7-5           |
| 6 luglio 1941     | Southern Championships, Louisville                     |                | Donald McNeill         | 5-7 7-5 9-7 1-6 7-5   |
| 27 luglio 1941    | Seabright Invitational, Seabright                      | Erba           | Ted Schroeder          | 6-4 6-4 6-0           |
| 27 luglio 1941    | Seabright Invitational, Seabright                      | Erba           | Ted Schroeder          | 6-4 6-4 6-0           |
| 7 settembre 1941  | U.S. National Championships, New York                  | Erba           | Frank Kovacs           | 5-7 6-1 6-3 6-3       |

#### Titoli da professionista (1942-1955)
| Anno              | Torneo                                             | Superficie     | Avversario in finale | Punteggio                |
| ----------------- | -------------------------------------------------- | -------------- | -------------------- | ------------------------ |
| 9 dicembre 1945   | US Pro Hard Court Championships, Los Angeles       | Cemento        | Don Budge            | 9-11 6-3 6-2 6-0         |
| 30 dicembre 1945  | Santa Barbara Pro Championships, Santa Barbara     |                | Fred Perry           | 4-6 6-1 7-5 6-3          |
| 19 gennaio 1946   | Desert Pro Championships, Palm Springs             | Cemento        | Fred Perry           | 6-4 6-4 6-3              |
| 24 gennaio 1946   | Arizona State Pro Championships, Phoenix           |                | Fred Perry           |                          |
| 28 gennaio 1946   | Pasadena Pro Championships, Pasadena               |                | Fred Perry           | 6-4 2-6 6-3 3-6 6-3      |
| 9 giugno 1946     | Tennessee State Pro Championships, Chattanooga     |                | Frank Kovacs         | 6-3 4-6 6-0 6-3          |
| 30 giugno 1946    | New England Pro Championships, Chesnut Hill        | Erba           | Don Budge            | 3-6 6-1 6-1 6-8 6-3      |
| 13 luglio 1946    | U.S. Pro Tennis Championships, New York            | Erba           | Don Budge            | 6–3, 6–1, 6–1            |
| 28 luglio 1946    | Cape Cod Pro Championships, Oyster Harbors         |                | Welby van Horn       | 6-1 6-2 6-3              |
| 4 agosto 1946     | Wentworth by the Sea Pro Championships, Porstmouth |                | Welby van Horn       | 6-1 6-3 6-1              |
| 12 agosto 1946    | White Mountain Pro Championships, Jefferson        |                | Welby van Horn       | 6-0 0-6 7-9 6-2 7-5      |
| 8 settembre 1946  | Pittsburgh Masters Pro Championships, Sewickley    |                | Don Budge            | 4-6 7-5 6-3 6-3          |
| 15 settembre 1946 | Indiana State Pro Championships, Indianapolis      | Terra rossa    | Don Budge            | 7-9 6-1 6-2 6-3          |
| 13 ottobre 1946   | Oklahoma City Pro Championships, Oklahoma City     |                | Frank Kovacs         | 6-3 6-3 5-7 6-3          |
| 17 novembre 1946  | US Pro Hard Court Championships, Los Angeles       | Cemento        | Don Budge            | 6-2 6-4 2-6 6-2          |
| 22 marzo 1947     | US Pro Indoor Championships, Filadelfia            | Parquet indoor | Don Budge            | 6-1 8-6 6-3              |
| 22 giugno 1947    | U.S. Pro Tennis Championships, New York            | Erba           | Don Budge            | 3-6, 6-3, 10-8, 4-6, 6-3 |
| 26 giugno 1949    | U.S. Pro Tennis Championships, New York            | Erba           | Don Budge            | 9-7, 3-6, 6-3, 7-5       |
| 31 dicembre 1952  | Gator Bowl Pro Championships, Jacksonville         |                | Jack Rodgers         | 7-5 9-11 6-2             |
| 18 gennaio 1953   | Florida Pro Championships, Fort Lauderdale         |                | Frank Kovacs         | 7-5 6-4                  |
| 8 ottobre 1953    | USPLTA Fall Championships, Long Island             |                | Leonard Hartman      | 6-0 6-2                  |
| 9 febbraio 1954   | US Pro Clay Court Championships, Miami Beach       | Terra rossa    | Frank Kovacs         | 7-9 4-6 6-0 7-5 7-5      |
| 13 giugno 1954    | Canadian Pro Championships, Québec                 |                | Robert Stubbs Jr     | 1-6 6-0 6-3 6-0          |
| 29 settembre 1954 | USPLTA Fall Championships, Woodside                |                | Bruce Thomas         | 6-3 6-2                  |

#### Tour professionistici
| Data                          | Tour                     | Classifica                                      |
| 9 marzo 1946 – ?              | U.S. Tour 1946           | 1) Bobby Riggs (24–22-1) 2) Don Budge (22–24-1) |
| 1947                          | US Challenge Series 1947 | 1) Bobby Riggs (11-10) 2) Frank Kovacs (10-11)  |
| 1947                          | North American Tour 1947 | 1) Bobby Riggs (12–6) 2) Don Budge (6–12)       |
| 2 dicembre 1947 - maggio 1948 | World Pro Tour 1947-1948 | 1) Jack Kramer (69-20) 2) Bobby Riggs (20-69)   |

### Doppio

#### Grande Slam

##### Vinte (1)
| Anno | Torneo    | Compagno     | Avversari in finale      | Punteggio          |
| 1939 | Wimbledon | Elwood Cooke | Charles Hare Frank Wilde | 6-3, 3-6, 6-3, 9-7 |

##### Finali (0)
Nessuna finale persa

### Doppio misto

#### Grande Slam

##### Vinte (2)
| Anno | Torneo             | Compagna     | Avversari in finale       | Punteggio |
| 1939 | Wimbledon          | Alice Marble | Nina Brown Frank Wilde    | 9-7, 6-1  |
| 1940 | U.S. Championships | Alice Marble | Dorothy Bundy Jack Kramer | 9-7, 6-1  |

##### Finali (1)
| Anno | Torneo             | Compagna     | Avversari in finale       | Punteggio     |
| 1941 | U.S. Championships | Pauline Betz | Sarah Palfrey Jack Kramer | 4-6, 6-4, 6-4 |

## Nei media
Nel 2017 viene distribuito il film La battaglia dei sessi (Battle of the Sexes), dove Bobby Riggs viene interpretato da Steve Carell.